# 生野村 (山口県)
生野村（いくのそん）は、山口県豊浦郡にあった村。現在の下関市中心部の北方、山陽本線・幡生駅の周辺にあたる。本項では発足時の名称である豊東下村（とよひがししもそん）についても述べる。

## 地理
- 山岳：火の山、妙見山、鳥越山

## 歴史
- 1889年（明治22年）4月1日 - 町村制の施行により、大坪村・武久村・幡生村・後田村・椋野村・藤ヶ谷村の区域をもって豊東下村が発足。
- 1898年（明治31年）9月1日 - 豊東下村が改称して生野村となる。
- 1921年（大正10年）1月10日 - 下関市に編入。同日生野村廃止。

## 交通

### 鉄道路線
- 鉄道省
  - 山陽本線
    - 幡生駅
- 長州鉄道
  - 長州鉄道線（現・山陰本線）
    - 幡生駅